# Nathaniel Macon

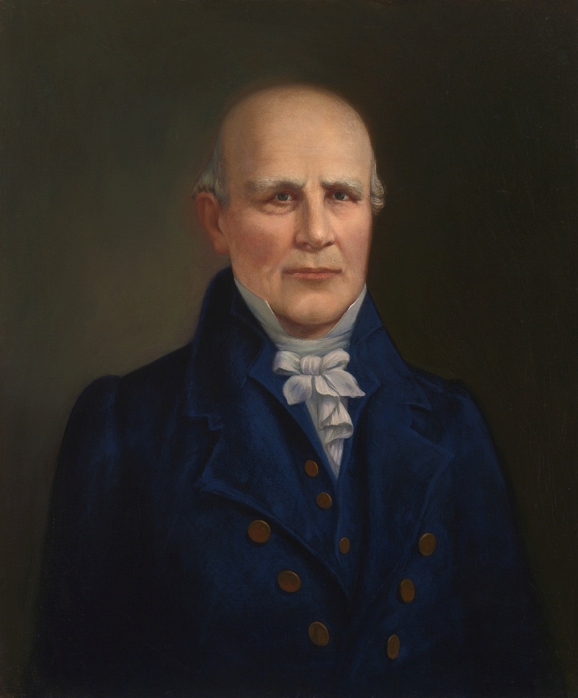
Nathaniel Macon

Nathaniel Macon, född 17 december 1757 i Granville County (i nuvarande Warren County) i North Carolina, död 29 juni 1837 i Warren County i North Carolina, var en amerikansk politiker (demokrat-republikan). Han var den 6:e talmannen i USA:s representanthus 1801-1807.
Macon studerade vid College of New Jersey (numera Princeton University). Han var ledamot av representanthuset från North Carolina 1791-1815. Han var därefter senator för North Carolina 1815-1828. Förutom för att ha varit representanthusets talman i 7:e, 8:e och 9:e kongressen var han dessutom president pro tempore av USA:s senat 1826-1827.
Macon, Georgia och Macon, North Carolina har fått sina namn efter Nathaniel Macon. Det finns dessutom ett Macon County i sex olika delstater (Alabama, Georgia, Illinois, Missouri, North Carolina, Tennessee), vilka alla har fått sina namn efter honom.